# New York Central Railroad
De New York Central Railroad (reporting mark NYC), algemeen bekend als New York Central, was een spoorwegmaatschappij, die opereerde in het noordoosten van de Verenigde Staten. Met het hoofdkantoor gevestigd in de stad New York bediende de spoorwegmaatschappij het grootste deel van het noordoosten, waaronder uitgebreide trajecten in de staten New York, Pennsylvania, Ohio, Michigan, Indiana, Illinois en Massachusetts, plus extra trajecten in de Canadese provincies Ontario en Quebec.

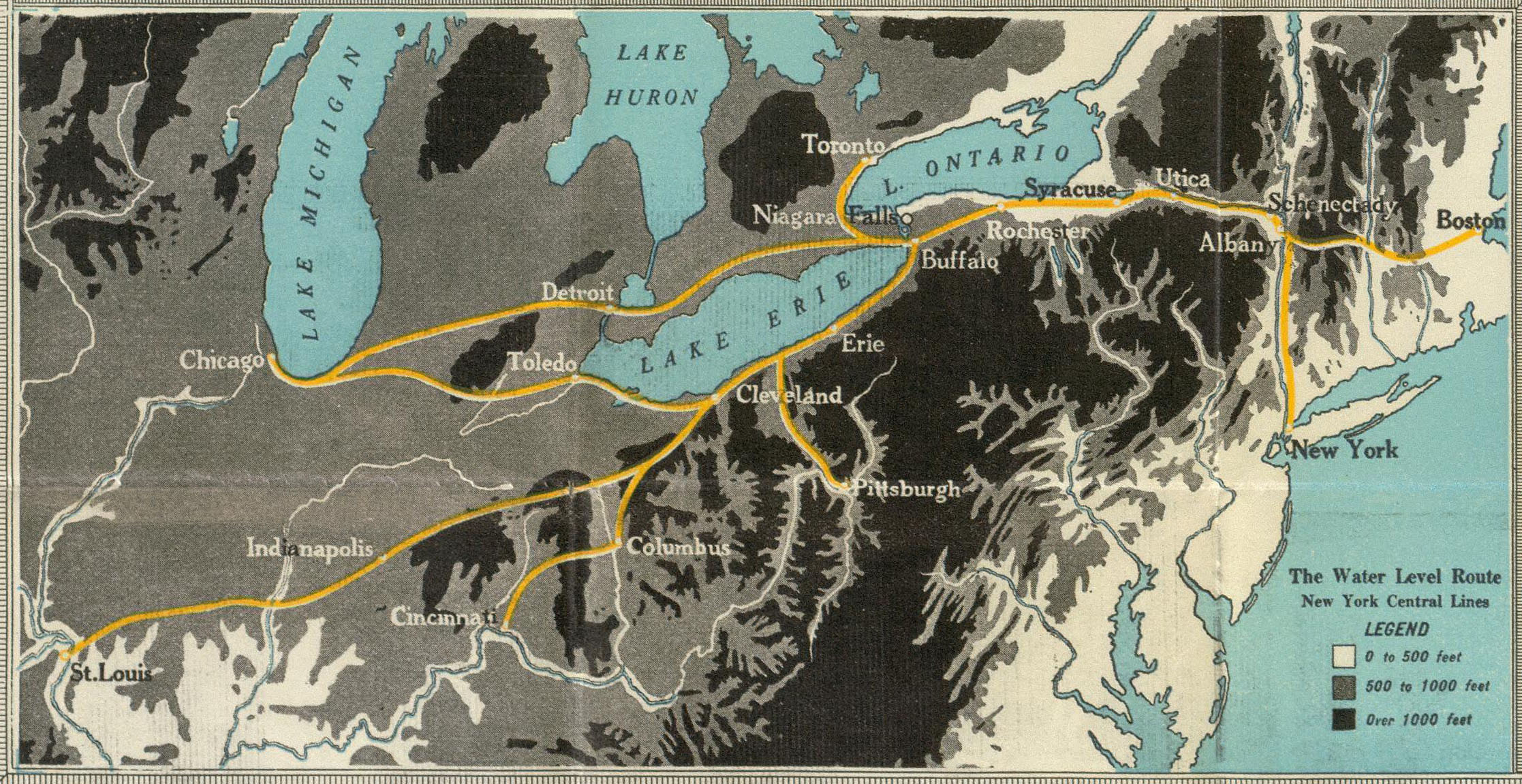
De New York Central was bekend als de "Water Level Route", daar haar hoofdlijn naar New York liep langs de Hudson River, het Eriekanaal, en de kustlijn van Lake Erie.

De spoorweg bood in de eerste plaats verbinding tussen de agglomeratie New York en Boston in het oosten en Chicago en St.Louis in het Middenwesten met tussenliggende steden als Albany, Buffalo, Cleveland, Cincinnati en Detroit. De Grand Central Terminal van NYC in New York is een van haar bekendste nog bestaande monumenten.
In 1968 werd de NYC gefuseerd met haar vroegere rivaal, de Pennsylvania Railroad, en vormde Penn Central (de New York, New Haven and Hartford Railroad kwam erbij in 1969). Dat bedrijf ging al snel failliet en werd overgenomen door de federale overheid en samengevoegd tot Conrail in 1976. Conrail werd ontmanteld in 1998, waarbij delen werden overgedragen aan de nieuw gevormde New York Central Lines LLC, die uiteindelijk werd overgenomen door CSX Transportation en de Norfolk Southern Railway. De hierbij opgenomen lijnen omvatte de oorspronkelijke New York Central hoofdlijn, en hierbuiten lijnen die nooit deel uitmaakten van het New York Central spoornet. CSX verwierf hierbij een van de belangrijkste hoofdlijnen in het land, die loopt van New York naar Cleveland en onderdeel van het "Water Level Route", terwijl Norfolk Southern de lijn kreeg Cleveland verder naar Chicago, welk gedeelte ook wel de "Chicagolijn" genoemd wordt.